# 테크노폴리스 모스크바

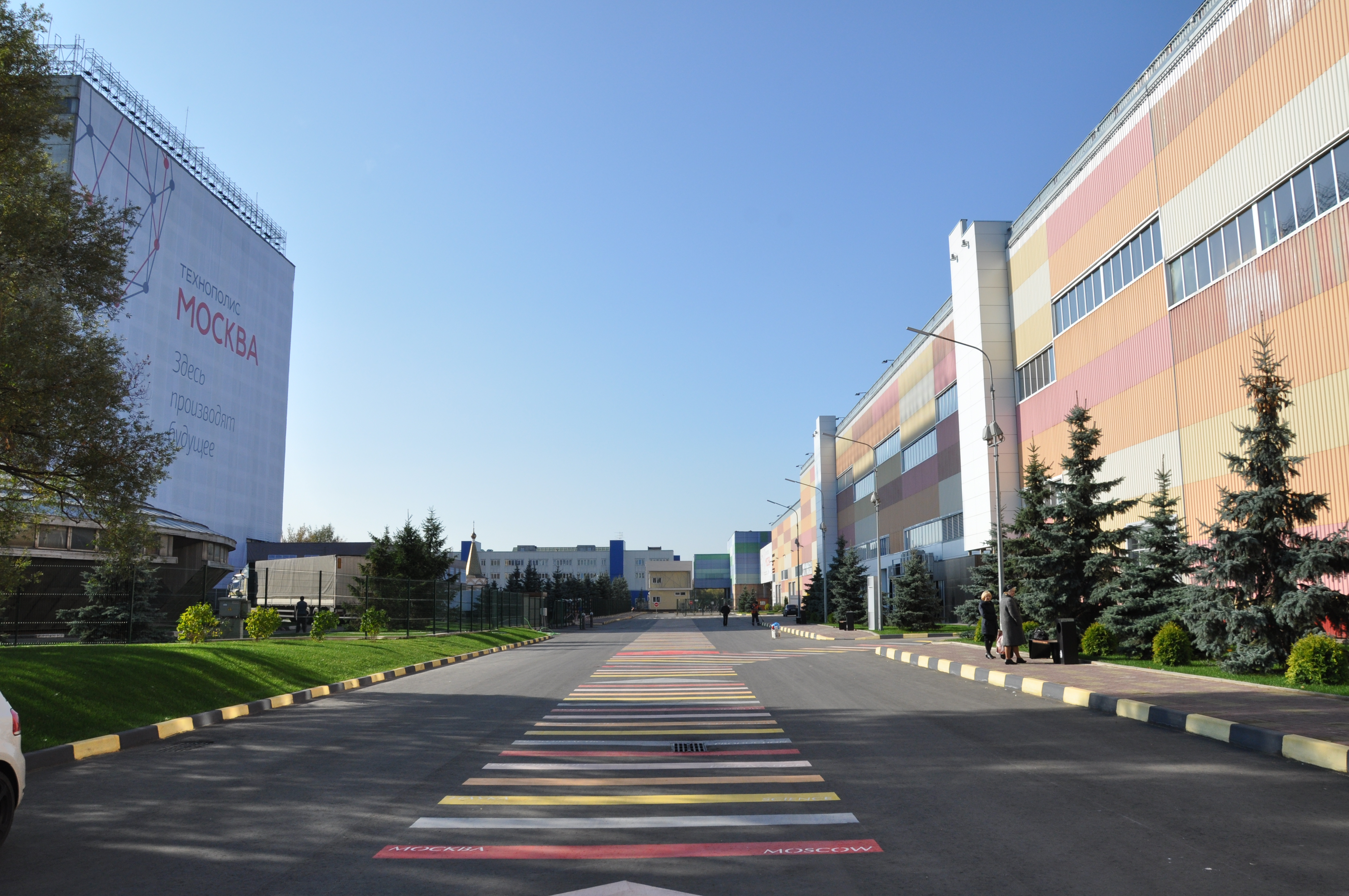

테크노폴리스«모스크바»(러시아어: Технополис Москва ; 러시아어: Technopolis Moscow )는 2012년에 설립된 러시아 모스크바에 위치한 특별산업지대이다. 2010년부터 모든 소유권을 받은 모스크바시 과학, 산업 정책 및 기업부의 지원으로 개발이 진행되고 있다. 모스크바의 유고보스토치니 구에 자리 잡고 있으며, 타간스코 크라스노프레스넨스카야 선의 테크시틸시키역과 가깝다.
테크노폴리스«모스크바»의 목표는 국내 및 국제 하이 테크 기업에 최적의 조건을 제공함으로써 국가 경제성장과 현대화에 이바지할 수 있는 경영 환경을 조성하는 것이다. 첨단기업 유치 목적으로 지어진 30헥타르 규모의 장기 임대용 각종 산업용 시설과 건물들을 보유하고 있으며, 모스크바 시 정부가 앞장서 입주기업에 보조금 지원 및 세금감면의 혜택을 제공하고 있다.

## 역사
테크노폴리스«모스크바» 소유 이전의 산업 시설은 구소련 시절 AZLK (АЗЛК, Автомобильный завод имени Ленинского Комсомола)로 불리던 자동차 제조업체 OAO 모스크비치 (ОАО Москвич)의 소유였다. 2006년 모스크비치가 파산신청을 한 후 남은 공장들은 프랑스계 자동차 제조업체 르노와 모스크바시 공동소유 자동차 제조업체 아브토프라모스, 투자전문회사 IFC Metropol, 모스크바 시 정부의 공동소유가 되었다. 2010년 이전 모스크비치 공장을 첨단산업단지로 탈바꿈하기로 계획한 모스크바 시 정부가 모든 소유권을 취득하였고, 첨단산업단지 모스크비치는 2012년에 공식적으로 현재 명칭인 테크노폴리스«모스크바»로 개명되었다.
낡은 모스크비치 공장을 첨단 산업단지로 탈바꿈하려는 목적으로 2013년 테크노폴리스 자문 위원회가 설립되었다.이 단체는 국내 및 미국, 캐나다, 독일 및 프랑스 등등 첨단분야 전문가들로 구성되었다. 이 중에는 핀란드 총리 에스코 아호도 포함되어있다. 이들은 모스크바 시 정부에게 모스크바 테크노폴리스의 행보를 지도하고 있다.
파산신청 후 테크노폴리스는 모스크바 시 정부에서 자동차 조립공장, 프레스 공장, 전력소를 양도받았다. 그 이후, 테크노폴리스 확장을 위해 구매한 모스크바 시 정부에서 추가로 다섯 건물을 양도받았다. 입주기업 사용을 목적으로 한 양도시설 개조 이후, 테크노폴리스는 다음과 같은 산업 시설을 보유하게 되었다:
- 엔지니어링 인프라
- 통관우체국 및 임시보관시설
- 마이크로일렉트로닉스 및 생명공학과학용 클린룸
- 물류 센터
- 콩그레스 센터와 엑스포 센터
- 사무실 공간

이 시설에 더불어, 2013년부터 모스크바 시 정부는 입주기업에 다음과 같은 재정적 혜택을 제공하고 있다.
- 0% 재산세
- 일반율 20%에서 15.5%로 내려간 소득세
- 통관세 혜택
- 시 정부에서 제공하는 보조금과 다양한 혜택
- 시 정부 직원들과 쉽게 소통 수단

## 현재 위치
테크노폴리스«모스크바»는 성장 단계에 있다. 2014년 초 223,000 m2 면적의 산업용 건물이 개설되었다. 2016년 완공 예정인 두 번째 산업용 건물이 건축되고 나면 총면적은 350,000 m2로 확장될 것이다. 재건 공간은 30,000 m2의 행정 및 오피스 공간도 포함되어 있으며 2016년 상반기에 완공을 목표로 하고 있다.
2014년 테크노폴리스«모스크바»는 인프라 확장에 10억을 투자한 모스크바 시 정부의 지원으로 인프라를 개장을 계속하였다. 2014년 11월 24일 마이크로일렉트로닉 종사 기업을 위한 5,100 m2 면적의 클린룸, 생명공학기술 종사 기업을 위한 2,100 m2 클린룸이 개장하였다. 이후 엔지니어링 및 산업 디자인 센터로 쓰일 해커 스페이스와 로봇과학 및 자동화 센터가 관련 산업 종사 엔지니어들에게 쇼케이스 되었다.
테크노폴리스 재건을 위해 투자된 75억루블 중 55억 루블은 테크노폴리스 입주기업들이 본사의 생산을 위해 지원한 것이고, 나머지는 러시아 최대 규모의 은행인 스베르뱅크의 대출이다. 2015-16년 동안 스베르뱅크는 테크노폴리스«모스크바»에 1억 루블을 대출할 예정이다. 2016년 말 테크노폴리스의 예산 책정은 51억 루블에 달할 예정이며, 이 중 입주기업들의 투자는 2017년 말 17억5천만 루블에 도달할 예정이다.
오늘날 모스크바 경제 성장의 중요한 역할을 맡아가고 있다. 현재 쇠락한 산업단지라고 불리는 남부 항구의 재개발 프로젝트를 주도하고 있다. 자동차 업체에 종사하는 사업들의 공장들이 들어설 예정이다. 산업지대 개발을 목표로, 산업 시설뿐만 아니라 지하철 역, 주택 시설 등이 개발에 추가될 예정이다.
테크노폴리스는 첨단 기업들을 겨냥한 산업단지일 뿐만 아니라, 대형 행사 개최를 목표로 한 공간이기도 하다. 모스크바 시 정부는 테크노폴리스의 행보에 지속된 관심을 보이고 있으며, 테크노폴리스에서 개최되는 정부 공식 행사와 첨단기술 관련 행사를 관람할 수 있다.
2013년 3월 7일 산업 시설 개장을 기념하기 위해서 모스크바 시장 세르게이 소뱌닌이 방문했으며, 2014년 9월 13일 모스크바시 문화부의 지원으로 건국 867주년 기념행사 “세상 최고의 도시” (Лучший город земли)의 일부로 혁신을 주제로 한 그라피티 페스티벌이 개최되었다. 개최 기간 동안 제작된 그라피티는 7,200 m2에 달하는 규모로 Russian Book of Records에 등재되었다.
2014년 10월, 혁신 발전 모스크바 국제 포럼 오픈 이노베이션을 개최했다. 70개국 출신 1만5천 이상의 참가자들이 포럼에 참석하였다. 이 행사를 계기로 중국은 공식적으로 포럼의 후원 국가가 되었다. 포럼 개막일에 러시아와 중국의 총리 디미트리 메드베데프와 리커창이 동반 참석하여 오픈 이노베이션 엑스포를 관람하였다.
2015년 2월, 엑스포 센터 테크노폴리스 엑스포가 개장되었다. 엑스포 센터는 첨단, 예술 공학 및 예술 과학 분야의 전시회용으로 설계되었다.

## 테크노폴리스 입주기업
국적에 상관없이 어느 기업이나 테크노폴리스의 입주 기업이 될 수 있다. 입주 및 임대 신청 시, 아래의 분야에 종사하는 기업들이 우선권을 받는다:
- 신소재 개발,  표면과학,  나노기술
- 의학 기술, 의료기기, 생명공학기술
- 마이크로일렉트로닉스, 광학, 로봇공학, 자동화
- 정보통신기술
- 첨단제조업

입주 및 임대기업 중에는 한국계 다국적기업 지사 Powerful LED도 포함되어있다.
- CJSC Holding Company Composite
- Crocus Nano Electronics LLC
- Mapper LLC
- CJSC “Demos Internet”
- Mikronika SAS LLC
- JSC STC Drive Technique
- Powerful LED LLC
- Mediann Group
- Research institute of Communication and Control Systems LLC
- CJSC Business System Telehouse
- Polytechnic Museum
- CJSC Schneider electric
- LLC Art-Line Technology
- LLC KNOPP
- CJSC Concern Goodwin (Goodwin-Europe)
- LLC Kombell
- LLC Medplant

## 참고
1. ↑  “ТЕХНОПОЛИС «МОСКВА»”. 모스크바시 과학, 산업 정책 및 기업부. 2015년 1월 23일에 원본 문서에서 보존된 문서. 2015년 3월 24일에 확인함.
2. ↑  “[한국기업 기회의 땅, 러시아] ‘빗장 푼’ 러시아 경제.. 옛 공장 허물고 첨단기업 유치”. 파이낸셜 뉴스. 2015년 3월 24일에 확인함.
3. ↑  “Комплекс мер по развитию инновационного потенциала столицы”. 모스크바시 과학, 산업 정책 및 기업부. 2015년 4월 2일에 원본 문서에서 보존된 문서. 2015년 3월 24일에 확인함.